# Episodi de I maghi di Waverly (quarta stagione)
La quarta ed ultima stagione della serie televisiva I maghi di Waverly è andata in onda negli Stati Uniti dal 12 novembre 2010 al 6 gennaio 2012 su Disney Channel.
In Italia è andata in onda dal 18 marzo 2011 al 31 marzo 2012 su Disney Channel e successivamente su Italia Uno.
| nº | Titolo originale                   | Titolo italiano               | Prima TV USA      | Prima TV Italia   |
| -- | ---------------------------------- | ----------------------------- | ----------------- | ----------------- |
| 1  | Alex Tells the World               | Alex rivela il segreto        | 12 novembre 2010  | 18 marzo 2011     |
| 2  | Alex Gives Up                      | Alex si ritira                | 27 novembre 2010  | 25 marzo 2011     |
| 3  | Lucky Charmed                      | Con un po' di fortuna         | 10 dicembre 2010  | 1º aprile 2011    |
| 4  | Journey to the Center of the Mason | Viaggio al centro di Mason    | 17 dicembre 2010  | 8 aprile 2011     |
| 5  | Three Maxes and a Little Lady      | Tre Max e una ragazzina       | 15 gennaio 2011   | 15 aprile 2011    |
| 6  | Daddy's Little Girl                | Le piccoline di papà          | 21 gennaio 2011   | 21 aprile 2011    |
| 7  | Everything's Rosie for Justin      | Non c'è Rosie senza spine     | 4 febbraio 2011   | 27 aprile 2011    |
| 8  | Dancing with Angels                | Il secondo primo appuntamento | 11 febbraio 2011  | 28 aprile 2011    |
| 9  | Wizards vs. Angels                 | Maghi contro Angeli           | 18 febbraio 2011  | 29 aprile 2011    |
| 10 | Back To Max                        | Max è tornato!                | 11 marzo 2011     | 6 maggio 2011     |
| 11 | Zeke Finds Out                     | Zeke il mago                  | 8 aprile 2011     | 13 maggio 2011    |
| 12 | Magic Unmasked                     | Ricordi da dimenticare        | 13 maggio 2011    | 8 luglio 2011     |
| 13 | Meet the Werewolves                | Ti presento i miei            | 17 giugno 2011    | 15 luglio 2011    |
| 14 | Beast Tamer                        | Il domatore di bestioni       | 24 giugno 2011    | 22 luglio 2011    |
| 15 | Wizard of the Year                 | Il mago dell'anno             | 8 luglio 2011     | 16 settembre 2011 |
| 16 | Misfortune at the Beach            | Una giornata al mare          | 24 luglio 2011    | 23 settembre 2011 |
| 17 | Wizards vs. Asteroids              | Come ti distruggo l'asteroide | 19 agosto 2011    | 30 settembre 2011 |
| 18 | Justin's Back In                   | Justin rientra in gara        | 26 agosto 2011    | 14 ottobre 2011   |
| 19 | Alex The Puppetmaster              | Alex e le marionette          | 16 settembre 2011 | 28 ottobre 2011   |
| 20 | My Two Harpers                     | Le mie due Harper             | 30 settembre 2011 | 21 ottobre 2011   |
| 21 | Wizards of Apartment 13B           | I maghi dell'appartamento 13B | 7 ottobre 2011    | 10 febbraio 2012  |
| 22 | Ghost Roommate                     | La coinquilina fantasma       | 14 ottobre 2011   | 17 febbraio 2012  |
| 23 | Get Along, Little Zombie           | Il morso dello zombie         | 21 ottobre 2011   | 24 febbraio 2012  |
| 24 | Wizards vs. Everything             | Gorog l'invasore              | 28 ottobre 2011   | 2 marzo 2012      |
| 25 | Rock Around the Clock              | Il covo non si tocca          | 4 novembre 2011   | 9 marzo 2012      |
| 26 | Harperella                         | Harperentola                  | 18 novembre 2011  | 16 marzo 2012     |
| 27 | Who Will Be the Family Wizard      | La gara finale                | 6 gennaio 2012    | 31 marzo 2012     |

## Alex rivela il segreto
- Titolo originale: Alex Tells The World
- Diretto da: Victor Gonzalez
- Scritto da: Gigi McCreery, Perry Rein

### Trama
I Russo e Mason finalmente fanno ritorno a casa, ma sono senza poteri. Mentre tutta la famiglia cerca di restare tranquilla, Alex e Mason intervengono, rivelando ai giornalisti che i Russo sono maghi e che gli altri maghi sono stati imprigionati dal governo. Il Preside Crumbs appare e dice ad Alex che tutto quello che era successo era un test che ha fallito miseramente. Lo stesso accade a Justin che ha rivelato intanto di essere un mago all'agente Lambwood. Quando i Russo arrivano al tribunale, i giudici dichiarano Alex e Justin colpevoli ed il Preside Crumbs li costringe a retrocedere al livello uno della competizione dei maghi della famiglia. Quindi è probabile che sia Max a diventare il mago di famiglia, essendo al terzo livello.
- Guest star: Gregg Sulkin (Mason Greyback), Clinton Jackson (Giornalista), Ian Abercrombie (Preside Crumbs), Matt Kaminsky (Massimo Perdente)

## Alex si ritira
- Titolo originale: Alex Gives Up
- Diretto da: Victor Gonzalez
- Scritto da: Todd J. Greenwald

### Trama
Alex, convinta di essere retrocessa troppo nella competizione magica per poter recuperare, decide di abbandonare la competizione dei maghi per trascorrere più tempo con Mason. Il cancelliere Tootietootie dice ad Alex che lei e Mason non possono stare insieme, perché una legge dice che i lupi mannari non possono stare insieme agli umani. Una foto di Max sulla copertina della rivista "Future Wizards" attira la figlia di una famiglia di Cucuy (mitico mostro Latino) e questi invitano i Russo ad una festa sul loro yacht. Alex invita alla festa il cancelliere Tootietootie, sperando che, per la riconoscenza, egli elimini la legge che dice che lupi mannari e mortali non possono stare insieme. Lisa Cucuy scopre che Mason è un lupo mannaro e cerca di flirtare con lui al posto che con Max. Alex diventa gelosa quando Lisa flirta con Mason e cerca di far trasformare Mason in un lupo mannaro. Tutta la famiglia di Cucuy, insieme a Jerry, salta dalla barca perché ha paura dei lupi mannari. Il cancelliere Tootietootie dice che la legge non verrà eliminata perché i lupi mannari non hanno il controllo dei loro poteri. Alla fine, Alex e Mason rompono e diventano solo amici. Nel frattempo Harper finisce di scrivere il suo primo romanzo basato su una storia d'amore tra una strega ed un lupo mannaro (si riferisce alla storia tra Alex e Mason), ma quando Jerry cerca Harper per uscire dall'acqua, accidentalmente afferra il romanzo appena terminato e lo fa cadere in acqua. Justin, intanto, diventa tutor di una classe di maghi delinquenti nel tentativo di rientrare alla competizione dei maghi.
- Guest star: Gregg Sulkin, (Mason Greyback), David Barrera (Carlos Cucuy), Roxanna Brusso (Julie Cucuy), Samantha Boscarino (Lisa Cucuy), Andy Kindler (cancelliere Rootie Tootietootie)

## Con un po' di fortuna
- Titolo originale: Lucky Charmed
- Diretto da: Victor Gonzalez
- Scritto da: Justin Varava

### Trama
Harper cerca di insegnare ad Alex come vivere senza magia, ma il fatto di assumersi la responsabilità delle sue azioni invece di usare delle scorciatoie causa un disaccordo tra le due migliori amiche. Alex si mette nei guai per aver danneggiato involontariamente l'auto del signor Laritate. Come punizione, la ragazza deve pulire i bidoni della spazzatura della scuola. Il signor Laritate perdona Alex dopo aver visto il suo impegno e la giovane si rende conto che potrà vivere bene anche senza magia. Volendo ringraziare Harper, Alex usa Leilani, una bambolina posta sul cofano dell'auto, trasformandosi appunto nella bambolina e suggerendo ad Harper come guidare durante il suo esame, sapendo che la sua migliore amica potrebbe essere bocciata all'esame di guida. Alla fine, Harper passa la sua prova. Nel frattempo, Jerry vuole far indossare la veste magica a Max, ma Justin, che tempo fa la possedeva, l'ha rovinata.
- Assente: Maria Canals Barrera, (Theresa Russo)
- Guest star: Bill Chott, (signor Laritate), Julio Oscar Mechoso (Istruttore)

## Viaggio al centro di Mason
- Titolo originale: Journey to the Center of the Mason
- Diretto da: Victor Gonzalez
- Scritto da: Gigi McCreery e Perry Rein

### Trama
Dopo che Alex si è ritirata dalla competizione fra maghi, è costretta a lasciarsi con Mason e decidono di rimanere solo amici, perché una legge vieta che i lupi mannari possano stare insieme agli umani. Ma proprio quando decidono di rompere definitivamente si presenta Dean Moriarty, l'ex fidanzato di Alex, alle porte della paninoteca.
All'inizio Alex rimane stupita nel rivedere Dean, ma poi inizia a passare molto tempo con lui. Così Mason si ingelosisce e si arrabbia tanto da mangiare Dean. Subito dopo che Alex lo viene a sapere chiede aiuto a Justin per riportare Dean in salvo. Con l'aiuto dei maghi a cui Justin ora dà lezioni, Alex, Justin e Max entrano nel corpo di Mason e recuperano Dean. Mentre si trovano all'interno del cervello di Mason, Alex nota che Mason non fa altro che pensare a lei.
Alla fine Mason spiega ad Alex il motivo per cui si è arrabbiato così tanto e i due tornano insieme, ed Alex decide di rientrare nella competizione.
- Guest star: Gregg Sulkin (Mason), Daniel Samonas (Dean)

## Tre Max e una ragazzina
- Titolo originale: Three Maxes and a Little Lady
- Diretto da: Victor Gonzalez
- Scritto da: Richard Goodman

### Trama
Jerry è fermamente deciso a far entrare Max nel gruppo dei maghi raffinati, ma questi lo usano solo come pagliaccio. Quando però si accorgono che Justin potrebbe entrare nel gruppo e diventare direttore, suggeriscono a Max di anticipare la data della competizione tra maghi; solo il ragazzo, essendo notevolmente più avanti dei suoi fratelli nella gara di magia, può compiere ciò, ottenendo che Justin, perdendo inevitabilmente la sfida, non entri a far parte del club. Max sposta la data al lunedì seguente, così Alex, che frequenta le lezioni di magia di Justin per recuperare punti magici, si trasforma in Max per spostare nuovamente la data della competizione. Anche Justin ha la stessa idea, ma non parlandone con Alex, si reca all'ufficio di magia proprio mentre la sorella trasformata in Max sta mettendo in atto il piano. Inoltre vi è anche il vero Max, che avendo capito che il club lo stava usando, aveva deciso di rimettere a posto le cose. La responsabile dell'ufficio rimane confusa, ma posticipa la data. Successivamente, Alex e Justin, per liberarsi di Max che sta tenendo entrambi per le magliette, compiono diverse magie in contemporanea, che fondendosi, crea un'altra magia che trasforma Max in una ragazzina per un tempo indeterminato.
- Guest star: Bailee Madison (Maxine Russo)

## Le piccoline di papà
- Titolo originale: Daddy's Little Girl
- Diretto da: Robbie Countryman
- Scritto da: Gigi McCreery & Perry Rein

### Trama
La solita colazione con frittelle, dedicata ad Alex e Jerry, viene rovinata da Maxine poiché Jerry dà più attenzione a lei che ad Alex, così la maga alla fine si ingelosisce. Intanto la famiglia Russo chiede ad Harper di far allontanare il più possibile Zeke dal locale, finché Maxine non tornerà Max, ma Harper combina un guaio facendo credere a Zeke che i Russo lo odiano. Justin intanto accompagna Maxine alla sua lezione di Karate e dopo alcune umiliazioni subite da Maxine, Justin alla fine la mette al tappeto. Infine Jerry spiega ad Alex che è più legato a Maxine perché gli ricorda lei da piccola.
- Guest star: Bailee Madison (Maxine Russo)

## Non c'è Rosie senza spine
- Titolo originale: Everything's Rosie for Justin
- Diretto da: Victor Gonzalez
- Scritto da: Justin Varava

### Trama
Durante una delle lezioni di Justin, entra una ragazza (Rosie), che vuole entrare nella classe di Justin. Justin però si innamora di lei, senza concentrarsi sulla sua classe. Ma i delinquenti stanno organizzando una esibizione delle bacchette che potrebbe fare tornare loro alla scuola di magia e far salire di livello Alex e Justin, in modo da farli rientrare nella competizione magica di famiglia, e Rosie non riesce ad utilizzare la bacchetta. Alex inizialmente vuole mandare via Rosie, ma poi si rende conto che Justin tiene a lei e, per aiutarla, fa un incantesimo, in modo che Rosie faccia tutto ciò che fa lei. Durante l'esibizione però succede un imprevisto e la prova diventa un disastro perché Rosie togliendosi il mantello mostra di essere un angelo.
- Guest star: Bailee Madison (Maxine Russo), Leven Rambin (Rosie)
- Lezione magica del giorno: questo e quello pappagallo (fa fare tutto ciò che fa chi la utilizza) ne questo ne quello pappagallo (fa fare il contrario)

## Il secondo primo appuntamento
- Titolo originale: Dancing with Angels
- Diretto da: Victor Gonzalez
- Scritto da: Richard Goodman

### Trama
Justin e Rosie sono al loro primo appuntamento, ma i Russo gli rovinano la serata e così decidono di organizzare un secondo primo appuntamento. Alex suggerisce un locale esclusivo solo per angeli che si trova a Los Angeles. Così si travestono da angeli e riescono ad entrare nel locale, insieme ad Harper. Una volta dentro, la guardia comincia ad avere sospetti e sottopone i Russo a delle prove. Nel frattempo Maxine promette ad Alex che non avrebbe fatto la spia se quest'ultima le avesse portato la stella di Ozzy Osbourne dalla Walk of Fame. Così Jerry e Teresa per convincere Maxine a parlare la iscrivono ad un concorso di bellezza per bambine, che alla fine vincerà pur avendo detto dove si trovavano Alex e Justin. Al locale, intanto, scoprono l'inganno dei Russo e credono che siano angeli delle tenebre e tutti iniziano a fuggire. Infine Rosie e Justin si abbracciano davanti alla scritta Hollywood e Rosie mostra le sue ali nere, dimostrando così di essere un angelo delle tenebre.
- Guest star: Bailee Madison (Maxine Russo), Leven Rambin (Rosie)

## Maghi contro Angeli[2]
- Titolo originale: Wizards vs. Angels
- Diretto da: Victor Gonzalez
- Scritto da: Richard Goodman

### Trama
Alex nota che Justin si comporta male, man mano che passa il tempo con Rosie. Quando va al centro smistamento degli angeli per chiedere un angelo custode per suo fratello, Tina, un aspirante angelo, decide di aiutarla. Tina riconosce Rosie perché una volta era la sua insegnante, prima che diventasse un angelo delle tenebre. Lo scopo di Rosie era quello di usare Justin per prendere la bussola morale, un oggetto magico che è capace di condizionare il comportamento degli esseri umani, per poi consegnarlo al capo degli angeli delle tenebre, Gorog. Gorog decide si sbarazzarsi di Justin, che non serviva più a nulla dopo il furto. Sotto preghiera di Rosie, Gorog risparmia, fortunatamente, Justin, che diventa un angelo delle tenebre a tutti gli effetti quando spezza la sua bacchetta. Rosie, presa dai sensi di colpa, corre ad avvertire Alex, che con l'aiuto dell'angelo riesce ad intrufolarsi nel mondo degli angeli delle tenebre per riprendere la bussola morale, dopo un duro scontro con Justin. Con l'aiuto di Rosie, che si era resa conto che Gorog stava usando sia lei che Justin e dopo essersi resa conto di amare quest'ultimo, Alex recupera la bussola morale e la riporta agli angeli custodi. Tina diventa un angelo custode a tutti gli effetti e ritorna alunna di Rosie, tornata angelo custode. Rosie, dopo essere tornata un angelo custode, vuole tornare con Justin, che però rifiuta perché il mondo ha bisogno di angeli custodi. Nel frattempo Harper cerca di usare Maxine per avere il suo primo pigiama party, che viene però ostacolato dalle forze del male. Alla fine Maxine e Harper, che ritornano buone dopo la rottura dell'incantesimo di Gorog, trasformano le impaurite invitate al party in frutta per evitare la diffusione del segreto dei maghi.
- Guest star: Bill Chott (Sig. Laritate), Bailee Madison (Maxine Russo), Leven Rambin (Rosie), John Rubinstein (Gorog), China Anne McClain (Tina)
- Curiosità: Gorog tornerà nel corso della serie.

## Max è tornato!
- Titolo originale: Back To Max
- Diretto da: Guy Distad
- Scritto da: Todd J. Greenwald

### Trama
Justin invita il professor Crumbs a vedere i progressi fatti dai suoi studenti così per farli rientrare in gara. Maxine vuole chiedere al preside se c'è un rimedio per farla ritornare in Max, ma se il preside Crumbs avesse scoperto che Alex e Justin hanno trasformato Max in Maxine non li avrebbe fatti rientrare nella competizione magica. Per tenere lontana Maxine, Harper la fa entrare nello spettacolo scolastico in cui ottiene la parte dell'assolo. Nel frattempo Alex, Justin e la sua classe cercano di trovare un rimedio prima dell'arrivo di Crumbs ma per sbaglio trasformano quest'ultimo in un bambino che comincia a fare le cose che il vecchio Crumbs non poteva più fare. Durante la caccia al piccolo preside, Alex trova un rimedio per far ritornare Maxine in Max ed il preside se stesso. La pozione però avrà un effetto ritardato e avrà effetto durante lo spettacolo scolastico.
- Guest star: Bailee Madison (Maxine Russo), Bill Chott (Mr. Laritate), Cameron Sanders (Nelvis), LJ Benet (Piccolo Professor Crumbs), Ian Abercrombie (Professor Crumbs).

## Zeke il mago
- Titolo originale: Zeke Finds Out
- Diretto da: David DeLuise
- Scritto da: Peter Dirksen

### Trama
Zeke, per colpa di un incantesimo di Alex, crede di essere un vero mago. Purtroppo Max lo ingaggia per una festa di compleanno alla Substation e, per non fargli fare una brutta figura, Alex e Justin aggiusteranno le sue "magie". Justin decide così che è ora di rivelare a Zeke il loro segreto e, fermando il tempo, gli dice tutto.
- Guest star: Dan Benson (Zeke)

## Ricordi da dimenticare
- Titolo originale: Magic Unmasked
- Diretto da: David DeLuise
- Scritto da: Justin Varava

### Trama
Quando un ex leggendario Wrestler "Muy Macho" visita la Sub Station, Alex scopre il motivo per cui ha smesso di fare wrestling, e così cerca di ristabilire il suo onore organizzando un incontro tra lui e Jerry. Nel frattempo, Zeke fa troppe domande sulla magia, in modo da concedergli un desiderio magico se avesse smesso di interrogarlo sulla magia. Purtroppo, il desiderio di Zeke è quello di sconfiggere Muy Macho nella partita. Theresa è preoccupata per Max che sta cambiando troppo per piacere alla sua ragazza Taliha.
- Guest star: Dan Benson (Zeke)

## Ti presento i miei
- Titolo originale: Meet The Werewolves
- Diretto da: Victor Gonzalez
- Scritto da: David Henrie

### Trama
Quando Alex chiede a Mason se può incontrare i suoi genitori, Mason mostra ad Alex i suoi falsi genitori e lei lo scopre poco dopo. Alex si arrabbia con Mason e gli chiede di portarla dai suoi veri genitori. Mason la porta alla "Festa della Luna d'autunno" per incontrare i suoi genitori. Poco dopo Alex viene a sapere che Mason ha detto ai suoi genitori che lei è un lupo mannaro ed è sconvolta. Così usa un incantesimo per trasformare se stessa e Harper in licantropi e cerca in tutti i modi di rendersi ridicola per costringere Mason a dire la verità, senza però avere successo. Mason alla fine dice ai suoi genitori che Alex è un mago e che l'ama. torna ad essere un mago e Mason torna alla forma umana. Dopo che i genitori cercano di provare a mangiare Alex, Mason distrae i suoi genitori ed insieme ad Alex scappa. Nel frattempo Max usa un incantesimo "come il cibo per un bambino" sul cibo dei suoi genitori per renderlo di buon gusto. Successivamente Jerry e Theresa mangiano, e di conseguenza si comportano come ragazzini. Max chiede aiuto a Justin, ma esso non lo aiuta perché Max dovrà essere il mago di famiglia, perciò deve fare tutto da solo. Max utilizza un altro incantesimo su di loro per renderli più vecchi, ma si trasformano in adolescenti. Infine, Justin usa un incantesimo su una pizza per trasformare di nuovo i suoi genitori in se stessi.
- Guest star: Gregg Sulkin (Mason Greybeck), Robin Riker (Linda Greybeck), Harry Van Gorkum (Grant Greybeck), Marianne Muellerleile (Molly), Eric Zuckerman (Bill)

## Il domatore di bestioni
- Titolo originale: Beast Tamer
- Diretto da: Victor Gonzalez
- Scritto da: Gigi McCreery, Perry Rein

### Trama
Quando Mason ignora l'invito di Alex per andare al "Beast Bowl", così da poter lavorare su un regalo di anniversario, Alex decide di andarci comunque ed incontra un ragazzo di nome Chase. Al "Beast Bowl", Justin vuole dimostrare che i cacciatori di mostri sono professionisti come i domatori e Max vuole fare una foto con il mostro ma vengono cacciati e si travestono da pagliacci per entrare. Mason porta il regalo di Alex al "Beast Bowl" ma lui e Alex vengono attaccati dalla bestia. Chase viene in soccorso ad Alex e Mason mostra poi il regalo ad Alex.
- Guest star: Gregg Sulkin (Mason Greyback), Nick Roux (Chase Reprock)

## Il mago dell'anno
- Titolo originale: Wizard Of The Year
- Diretto da: Victor Gonzalez
- Scritto da: Richard Goodman

### Trama
Alex vince il premio Mago dell'anno per aver salvato il mondo dagli Angeli delle tenebre e viene invitata alla premiazione con tutta la sua famiglia, riuscendo a rientrare nella competizione magica. Chase Reprock, per congratularsi, la va a trovare seguito dai Paparazzi, ma Alex dice erroneamente alla stampa che lei e Chase sono fidanzati. Quando Mason lo viene a sapere si infuria con Alex e decide di non andare alla cerimonia di premiazione. Alla fine, presentandosi alla cena, tenta di chiedere scusa ad Alex per come si era comportato ma la vede con Chase e, arrabbiandosi, lo attacca. Proprio a causa di questi fatti, Alex lascia Mason. Intanto, Justin realizza un video dicendo che Alex non merita il premio e per andare alla cena Harper finge di essere la fidanzata di Max. 
- Guest star: Gregg Sulkin (Mason Greybeck), Andy Kindler (Cancelliere Rootie Tootietootie), Nick Roux (Chase Reprock), Justin Guarini (Keith Keith)

## Una giornata al mare
- Titolo originale: Misfortune At The Beach
- Diretto da: Jody Margolin Hahn
- Scritto da: Vince Cheung & Ben Montanio

### Trama
A Waverly Place fa molto caldo e i Russo decidono di andare al mare. Alex guarda nel futuro grazie ad un indovino (Zelzar), che gli dice di dire addio alla sua vita infatti sarà una giornata sfortunata per lei. Alla fine Alex riesce ad annullare il messaggio di Zelzar trasferendolo ad un'altra persona ma alla fine una bambina riceve il messaggio di Alex e vince un premio.
- Guest star: Michael Carbonaro (Zelzar), John J. York (Game Show Host)

## Come ti distruggo l'asteroide
- Titolo originale: Wizards Vs. Asteroids
- Diretto da: Victor Gonzalez
- Scritto da: Peter Dirksen

### Trama
Il Professor Laritate informa Alex che molto probabilmente quest'anno verrà bocciata e la maga decide di nasconderlo ai genitori. Nel frattempo, la Reporter annuncia una tragica notizia alla comunità: la NASA ha individuato un asteroide in mezzo allo spazio che si sta dirigendo verso la Terra per distruggerla. Justin e Zeke affermano che l'asteroide non ha la possibilità di colpire il pianeta Terra, ma si sbagliano. Mentre l'asteroide si avvicina sempre più alla Terra, la famiglia Russo, insieme ad Harper, Zeke e la stella marina di Max, decide di trasferirsi nel mondo magico tramite il Portale della Tana per non morire. Alex, Justin e Max, però, dicono che il loro compito è quello di fermare l'asteroide e salvare il mondo. Dopo essersi travestiti da capitano di Jim Bob Sherwood, a rallentatore si recano all'esterno della sub station. Mentre il Prof. Laritate informa Jerry e Theresa che Alex non si diplomerà, i tre maghi partono sulla navicella e salgono sull'asteroide di cui Alex, fortunatamente, riesce a scoprire la password per l'autodistruzione dell'asteroide. Però, Justin rimane incastrato e Alex lo trasforma nella stella marina di Max, lo libera e lo ritrasforma. Mancano trenta secondi, e l'asteroide esplode. Alla Sub Station, Harper, Zeke, Theresa, Jerry e la Reporter guardano l'asteroide esplodere, ma non vedendo i propri figli, i due proprietari della paninoteca si preoccupano. Più tardi, Alex, Justin e Max, accompagnati da molti applausi, entrano nel locale. Un pezzo di asteroide, afferma però la Reporter, si dirige verso il posto in cui in quel momento sta avendo luogo la cerimonia della consegna dei diplomi. Sopravvivono tutti tranne i diplomi. Alex riesce così a convincere il cowboy a promuoverla assieme ad Harper. Così, in mezzo ai pezzi di cemento, Harper e Alex si diplomano e finiscono per abbracciare il Prof. Laritate.
- Guest Star: Dan Benson (Zeke Beakerman), Bill Chott (Mr. Laritate), Kristina Hayes (Reporter)

## Justin rientra in gara
- Titolo originale: Justin's Back In
- Diretto da: Guy Distad
- Scritto da: Todd J.Greenwald

### Trama
La classe di Justin ha completato gli studi ma manca ancora il test finale prima di ritornare alla scuola di magia. Il Preside Crumbs dice che non hanno passato il test ma alla fine si scopre che è l'opposto e che il mago che gliel'aveva fatto fare era stufo del preside Crumbs. Intanto Jerry, Theresa e Harper replicano i risultati dell'infanzia di Max dato che non ne avevano conservato nessuno. Justin torna in gara per la competizione magica, contro Alex e Max.si scopre anche che Felix è un lontano antenato di un grande mago.
- Guest star: Ian Abercrombie (Preside Crumbs), Frank Pacheco (Felix), Cameron Sanders (Nelvis), Tim Conway (Cragmont)

## Alex e le marionette
- Titolo originale: Alex The Puppetmaster
- Diretto da: Victor Gonzalez
- Scritto da: Gigi McCrerry, Perry Rein

### Trama
Alex e Harper decidono di andare a vivere assieme in una casa tutta per loro. Ma Theresa dice loro che servono soldi, perciò esse decidono di organizzare uno spettacolino con le marionette. Alex però si rende conto che Harper è molto più brava di lei perciò trasforma Justin e Zeke in marionette rubando tutti i clienti ad Harper. Nel frattempo Max si trova una fidanzata. I genitori di questa però vogliono incontrare quelli di Max e, quando li conoscono, rimangono delusi vietando alla figlia di uscire con Max. Ma Max troverà una soluzione.
- Guest star: Dan Benson (Zeke Beakerman), McKaley Miller (Talia), James Urbaniak (Rob Robinson).

## Le mie due Harper
- Titolo originale: My Two Harpers
- Diretto da: Victor Gonzalez
- Scritto da: Manny Basanese

### Trama
Alex è triste perché non sta più con Mason e sta tutto il tempo con Zeke e Harper che però non vedono la sua compagnia di buon occhio; Alex capendo che era di intralcio nella loro storia gli lascia un po' di tranquillità. Nel frattempo Max, Justin e Jerry cercano un modo per risparmiare aprendo un locale nel mondo magico ma la cosa non è così facile come sembra. Alex non avendo più la migliore amica accanto decide di creare un clone di Harper ma quest'ultima è gelosa perché il clone bacerà Zeke, così chiede ad Alex di liberarsi del clone ma lei le dice che il clone è l'unica con cui può sfogarsi; Harper allora capisce che deve stare un po' più di tempo con Alex per consolarla e la maga rimanda indietro il clone.
- Guest star: Dan Benson (Zeke Beakerman).

## I maghi dell'appartamento 13B
- Titolo originale: Wizards of Apartment 13B
- Diretto da: Giusy Andrisani
- Scritto da: Federica Di Cuia

Alex e Harper sono alla disperata ricerca di un hotel e Justin cerca di farglielo trovare perché vuole vivere senza i continui assilli della sorella. Un volantino trasportato dal vento, rivela un'abitazione che per le due amiche è perfetto. Una volta arrivate lì, conoscono il proprietario dell'hotel, Dexter, che le mostra un appartamento stregato chiamato "13B" riservato solo per maghi, elfi, folletti e tutte le creature magiche, tra cui uno sportello della pattumiera con una mano che ti indica il posto in cui devi buttare. La loro camera è stupefacente: il fuoco del camino viene acceso da un drago col raffreddore, la luce si accende con la bacchetta, è spaziosa e come vista fuori dalla finestra puoi avere una scala antincendio, una spiaggia con mare, un vulcano gigante in azione o, infine, la foto del diploma di Dexter. Alex dice ad Harper di prendersi il letto e che lei dormirà sul divano. Però, gira quest'ultimo, che cambia aspetto e diventa un letto bellissimo. Ma non esiste la perfezione! Infatti, una volta salutata la famiglia, Alex si trova faccia a faccia con Mason, venuto ad abitare nel tredicesimo piano segreto del Winslow. Già inizialmente, domanda una serie di volte alla testarda Alex se possono tornare insieme, ma la maga non cambia mai idea. Nel frattempo, Harper teme che Dexter potrebbe accorgersi che lei è umana e cacciarla dal piano magico. Così, Justin le presta una bacchetta di allenamento che apre solamente le cose. Alex e Harper organizzano una festa nella loro camera dove vengono raggiunte dall'ex di Alex e da Felix, che vive lì e dice a tutti di possedere la bacchetta più potente del mondo (Ep. Justin rientra in gara). Mentre Harper non c'è, Mason afferra la bacchetta di quest'ultima e apre, accidentalmente, il cuore di Alex ad un miscuglio fra gigante e troll con tante vesciche e che alita di formaggio. Rifacendo l'incantesimo, la fa innamorare di Felix. Arriva Justin che rimette tutto a posto. Dexter, finita la festa, avverte le due coinquiline che è vietato fare feste, a meno che lui non sia l'ospite d'onore per fare strambi balletti. Di sera, Alex e Harper vengono sorprese da Max che era rimasto nascosto. La sorella lo fa uscire e lui, dopo aver chiamato l'ascensore, vi trova Gorog (ep. Maghi contro Angeli - Parte 1 e 2) che non è altri che Dexter. Il giovane mago non lo conosce e l'Angelo delle Tenebre gli offre un volantino per un campeggio gratis per maghi e Jerry accetta di mandarci il figlio.

## La coinquilina fantasma
- Titolo originale: Ghost Roommate
- Diretto da: David DeLuise
- Scritto da: Richard Goodman

### Trama
Alex e Harper hanno difficoltà a pagare le bollette dell'appartamento, così che Dexter raccomanda un compagno di stanza e trovano un fantasma di nome Lucy. Nel frattempo, Justin crea un robot per aiutare Zeke alla Substation. Il robot perde il controllo, e Dexter (Gorog) lo sostituisce con un robot maligno per spiare Justin e passargli le informazioni. Mentre Zeke e il robot stanno lavorando, quest'ultimo chiede a Justin della competizione magica, cosa che confonde Zeke, poiché nessuno ne aveva parlato di fronte a lui. Più tardi quella notte, Lucy comincia a piangere e spiega che il suo fidanzato Donny era scomparso 60 anni prima in un incidente aereo. Alex fonde Lucy con Justin, ma lui fa un sacco di pasticci. Più tardi, Lucy incontra Mason ed escono per un appuntamento, il che rende Alex gelosa. Nel frattempo, il robot chiede a Zeke cosa sa sulla competizione magica e Zeke si rende conto che il robot prende appunti su un'agenda segreta lo dice allora a Justin, che non gli crede a causa del suo studio intensivo. Per colpa della sua gelosia, Alex aiuta Lucy e cercano Donny, che era stato bloccato su un'isola del Triangolo delle Bermuda. Alex si rende conto che non può tornare a casa, per colpa delle forti correnti magnetiche che interferiscono con la sua magia. Mason va a salvarla dopo aver scoperto che è rimasta al Triangolo delle Bermuda. Il robot attacca Justin e Zeke dopo che hanno trovato la scansione del libro degli incantesimi. Mason e Alex riescono a scappare dall'isola utilizzando i bermuda datigli da Justin. Il robot mostra a Gorog, l'incantesimo di cui aveva bisogno.

## Il morso dello zombie
- Titolo originale: Get Along, Little Zombie
- Diretto da: Victor Gonzalez
- Scritto da: Peter Dirksen

### Trama
Alex e Harper stanno andando al loro appartamento quando si imbattono nel Sig. Laritate, che vive anche lui nel palazzo. Felix dice a Justin che ha rotto la sua bacchetta (la più potente del mondo magico) e Justin lo informa che la bacchetta è un falso, poiché al suo interno sono presenti delle batterie. Egli conclude che qualcuno ha rubato la bacchetta di Felix.
Dexter sta mostrando il 13º piano ad uno zombie che conosce Alex e Harper. Mason, che non smette di chiedere Alex di rimettersi insieme a lui, la incontra nell'ascensore. Quando Alex lo ignora, Mason combina guai con i tasti, così da poter trascorrere più tempo con lei e atterrano al secondo piano.
Justin dice a Jerry che Felix ha perso la sua bacchetta e Jerry dice loro di utilizzare l'Abracadoobler una app per rintracciare la propria bacchetta e Felix si rende conto che la sua bacchetta è vicina.
Nel frattempo, a causa di Mason, tutti gli esseri umani hanno scoperto il 13º piano. Alex dice loro che il piano è riservato per delle feste di Halloween e gli umani se ne vanno. Il Sig. Laritate, scopre il tredicesimo piano e vede Alex, Harper, Mason e lo zombie. Alex gli spiega che quella è una casa stregata, ma il Sig. Laritate non le crede. Allora, lo zombie morde il Sig. Laritate e lo trasforma in uno zombie. Alex e Harper allora lo portano nel loro appartamento e Alex cerca un incantesimo per far diventare il Sig. Laritate di nuovo umano. Il Sig. Laritate, però, fugge ed Alex, Harper, e Mason sospettano che sia andato a Waverly Place.
Intanto, Il Preside Crumbs interroga Felix, che rivela l'esistenza del 13º piano e Crumbs lo nega. A Waverly Place stanno facendo una festa, mentre Alex dice a Jerry cosa è successo. Alex e Mason cercano di intrufolarsi per trovare lo zombie nella sottostazione ma sono costretti a ballare. Dopo Harper causa una distrazione, prendendo il Sig. Laritate per dargli una medicina del mondo dei maghi che lo ritrasforma in umano. Alex lo bacia sulla guancia, e Mason suggerisce di tornare insieme. Crumbs dice a Felix che il piano non dovrebbe esistere e Harper, Mason e Alex ritornano al 13º piano. Justin dice a loro che il piano non esiste ma Crumbs pensa che ci sia il male in corso. Dexter arriva con le ali d'angelo oscure e si scopre che ha rubato la bacchetta di Felix. Dexter trasforma Felix in un mago oscuro in cambio della bacchetta e lui lancia un incantesimo che intrappola tutti sul piano senza via d'uscita. Di ritorno a Waverly Place, il Sig. Laritate sta ballando, mentre Jerry sta vendendo peperoncino, quando il Sig. Laritate ne prende uno e prende l'acqua per ottenere il "fuoco" dalla sua bocca.

## Gorog l'invasore
- Titolo originale: Wizards vs. Everything
- Diretto da: Victor Gonzalez
- Scritto da: Gigi McCreery & Perry Rein

### Trama
Dexter si rivela come Gorog. Lui sta cercando di ricostruire il suo esercito delle tenebre per conquistare il mondo magico e inoltre vuole vendicarsi di quando Alex lo ha sconfitto. Felix, corrotto dalla magia nera di Gorog, diventa il suo schiavo e fa in modo di portare tutti gli inquilini del tredicesimo piano, incluso Mason, nel covo del suo nuovo padrone usando la sua potentissima bacchetta. Tutti tranne Alex, Justin e Harper, che sono rimasti bloccati lì perché Gorog vuole sbarazzarsi di loro. Alex cerca di scappare attraverso un condotto ma ricompare nella stessa stanza. Justin si rende conto che solo i mortali possono uscire da li e quindi Harper scappa e arriva poi nella tana dei maghi dove cerca aiuto. Intanto Gorog sta facendo diventare tutti i maghi che aveva rapito cattivi e ordina a Felix di creare un buco nero al tredicesimo piano così che Alex e Justin spariscano per sempre. Crumbs finge di diventare malvagio per cercare di sconfiggere Gorog mentre Mason viene influenzato veramente e passa al lato oscuro unendosi a gli altri maghi nella creazione di un portale attraverso il quale il malvagio angelo delle tenebre potrà conquistare il mondo magico. Nel frattempo Harper contatta Max e gli racconta quello che è successo.
Gorog è quasi riuscito a finire il portale quando il preside Crumbs cerca di ostacolarlo ma trovandosi in una situazione di pericolo scappa nel covo magico dei Russo scambiando la bacchetta magica di Felix con una finta. Quando appare nella tana cerca di aiutare Max e Harper a liberare Justin e Alex. Il buco nero ha risucchiato quasi tutto il tredicesimo piano quando a Max viene l'idea di mettere un buco nero nella tana per collegarlo a quello dell'appartamento. Così facendo recupera Alex e Justin e Crumbs dice ai tre fratelli di unire i loro poteri per fermare Gorog. Arrivati al covo di Gorog tentano di distruggerlo, ma Mason convince Alex ad unirsi a loro. Gorog rivela anche Juliet (di nuovo giovane), e lei convince Justin ad andare con lei e Max, rimasto ormai solo è costretto anche lui ad arrendersi. Ma quando Gorog pensa di averli finalmente sconfitti I tre uniscono i loro poteri, dimostrando che la loro arresa in realtà era solo un trucco, per distruggerlo. Alla fine tutti i maghi vengono liberati dall'incantesimo di Gorog che li aveva resi malvagi. Juliet e Justin tornano insieme e Alex e Harper tornano a vivere a casa Russo.

## Il covo non si tocca
- Titolo originale: Rock Around The Clock
- Diretto da: Guy Distad
- Scritto da: Robert Boesel

### Trama
Il padrone di casa decide di vendere la sub station, sfrattando i Russo, così come il loro appartamento e la tana, che contiene il loro portale. Senza il portale, i Russo perderanno ogni contatto con il mondo magico. Così, l'intera famiglia Russo e Harper tornano indietro al 1977 per colpa di Justin e poi al 1957 per fermare il padre di Jerry (il precedente proprietario della sub station) di vendere il negozio al proprietario, in modo che non ottengono la vendita. Il padre di Jerry si impegna a non vendere il negozio e i Russo ritorno ai giorni nostri. Tuttavia, essi accidentalmente lasciano indietro Harper perché è distratta da una donna con un barboncino, alla quale suggerisce di mettere la foto di un barboncino sulla gonna, creando una gonna barboncino, popolari nel 1950. Nel giorno d'oggi, i Russo (che non hanno ancora capito l'assenza di Harper) trovano il negozio la sub station sprangata e vuota, con il vagone della metropolitana e la tana che non esistono. I Russo rovinando il tessuto dello spazio-tempo avevano creato un effetto a catena che aveva cambiato il futuro. Mentre Alex suggerisce di risalire al 1957 per scoprire che cosa avevano sbagliato, Justin non è d d'accordo, dicendo che non dovrebbero risolvere il problema facendo esattamente quello che lo ha causato, tuttavia afferma Teresa che dovranno tornare indietro, rendendosi conto di aver lasciato Harper nel 1957. I Russo ritornano al 1957, dove il padre di Jerry gli rivela di aver venduto il ristorante per non essere riuscito a incassare denaro per la poca vendita. Justin si rende conto che quando il padre di Jerry ha perso il ristorante, si è trasferito fuori dal palazzo e dal momento che la loro famiglia non è più vissuto in un edificio, la tana è scomparsa nel presente. I Russo decidono un modo per trovare Harper e tornare ai giorni nostri, e scoprono che Harper si è iscritta al Tribeca Prep, non appena l'hanno dimenticata nel 1957, per non rovinare il suo record di presenze. Justin, Alex e Max vanno alla Tribeca Prep per recuperare Harper, mentre Jerry e Theresa attendono alla sub station, ma appena la trovano lei comunica di voler rimanere nel passato sostenendo di non essere adatta al presente e gli dice, inoltre, di essere molto popolare. Alex pensa di fare alla sub station un ritrovo per i ragazzi della Tribeca Prep, per far andare meglio il ristorante e non costringere il padre di Jerry a chiuderlo. ma quella sera avendo il jubox rotto nessuno si diverte. quando stavano per andarsene, Max mette il suo lettore MP3 nel jukebox e Harper usa la sua popolarità per far ballare e divertire gli studenti affinché la substation potesse guadagnare denaro per non chiuderla. I Russo tornati al presente, ritrovano la tana e la sub station, e Jerry è il proprietario dell'intero edificio, mentre quello che era il proprietario era diventato il padrone di un servizio Janitor, al posto del palazzo, e i "dammi il cinque" è ora chiamato un "Max". Alex ricorda poi che si sono dimenticati Harper nel 1957 e torneranno a prenderla ma anche stavolta finiscono nel 1977 dove si fermeranno per ballare.

## Harperentola
- Titolo originale: Harperella
- Diretto da: Victor Gonzalez
- Scritto da: Richard Goodman & Justin Varava

### Trama
Harper dopo aver letto Cenerentola dal libro magico delle fiabe di Alex, diventa la protagonista della storia e dovrà fare affidamento sulla sua fata madrina: Alex, per portare le cose alla normalità dovrà aspettare che la fiaba finisca prima di tornare alla sua vita, ma Alex non ama leggere e prima di dare il libro ad Harper ha strappato delle pagine, o come dice lei: "non amo leggere quindi accorcio i libri", quindi la storia di Harperentola si unisce ai 3 porcellini, che sarebbero Justin, Max e Zeke, mentre il lupo è Mason, a alla fine Alex trova le pagine Mancanti e Harper torna alla sua vita.

## La gara finale
- Titolo originale: Who will be the family wizard
- Diretto da: Victor Gonzalez
- Scritto da: Vince Cheung & Ben Montanio (Parte 1), Todd J. Greenwald (Parte 2)

Il preside Crumbs da tutti i poteri ad Alex

### Trama
Durante una cena che ha fatto Alex per la famiglia, il preside Crumbs annuncia finalmente che i fratelli Russo potranno fare la competizione magica. Ai fratelli Russo, verranno proposte delle domande sulla magia. Nel frattempo Zeke annusa una pozione e lo fa diventare tutto viola e, così, assieme ad Harper si precipita alla competizione magica per chiedere aiuto ai Russo. Arrivati alla competizione, però, Harper e Zeke vengono catturati da un grifone e, così, Alex, Justin e Max andranno a salvarli ma solo ad una condizione: i ragazzi dovranno tornare in tempo alla competizione prima che scadano 45 minuti. Alla fine tornano alla competizione ma il tempo è già scaduto; e, per questo, vengono squalificati. Così tornano a casa ma la tana incomincia a scomparire e tutti perdono i loro poteri, diventando mortali. Justin e Max si arrabbiano con Alex, convinti che la perdita dei poteri ha rovinato la famiglia e questo provoca delle grosse divergenze tra i fratelli soprattutto tra Alex e Justin. Jerry, addolorato dal continuo litigio dei figli, decide di vendere la sub station ma i ragazzi, provati dai sensi di colpa, lavorano per un giorno senza magia. Alla fine vengono teletrasportati alla competizione magica, e capiscono che l'attacco del grifone e la settimana senza magia erano test ideati dal preside Crumbs. Alex, Justin e Max così entrano nell'ultima fase della competizione. Vengono teletrasportati in un labirinto enorme e devono uscirvi per vincere la competizione. Alla fine Justin vince, ma rinuncia ai poteri perché Alex lo ha aiutato ad arrivare primo. Justin era intrappolato da viti magiche ed Alex corse in suo aiuto, ma Justin uscì per prima seguito da Alex e Max. Così il preside Crumbs annuncia che il mago di famiglia è Alex e anche che andrà in pensione e lascerà la carica di preside a Justin. Max invece, non ha più i poteri magici, e Jerry e Theresa gli lasciano in eredità la Sub-Station. In poche parole Alex ha i poteri e può stare con Mason, Justin ha i poteri e può stare con Juliet e Max non ha più poteri ma starà con Taliha. L'episodio si conclude con la famiglia Russo che si abbraccia felice.